# Familia Regală
Familia Regală (în engleză Long Live the Royals) este un miniserial de animație american creat de Sean Szeles pentru Cartoon Network și produs de Cartoon Network Studios. Difuzat din 30 noiembrie până pe 3 decembrie 2015, acesta este format din 4 episoade (fiecare de câte 11 minute), fiecare dintre ele învârtindu-se în jurul unui membru al unei familii regale britanice fictive în timp ce ei sărbătoresc festivalul anual Yule Hare. Este cel mai scurt serial original al canalului Cartoon Network.
Premiera în România a fost inițial propusă pe 11 septembrie 2016, dar a fost anulată de mai multe ori datorită unor probleme presupuse tehnice. În final, miniserialul a avut premiera în România pe 26 noiembrie 2016.

## Premisă
Serialul aruncă o privire în viața excentrică și disfuncțională a unei familii regale, în timp ce se pregătește pentru Festivalul Yule Hare. Pentru ei vacanța este una foarte agitată, mai ales pentru că sunt o familie regală, însă această familie încearcă să rămână unită pe durata întregului festival. Serialul are parte de o mulțime de emoții incitante, bucate delicioase, muzicanți de seamă dar, cel mai important: o familie care stârnește hohote de râs.

## Personaje
- Regele Rufus - Pentru regele Rufus este o adevărată provocare să-i țină pe copii într-o oarecare ordine și, în același timp, să conducă regatul. El își amintește cu drag de perioada când trăia la o fermă liniștită și nu avea nicio obligație. Chiar dacă își dă silința să aibă grijă de copii, câteodată, nici nu știe cum să li se adreseze.
- Regina Eleanor - Regina Eleanor este foarte preocupată în a menține aparențele. Ea nu poate să își orienteze atenția la nevoile oamenilor, dar, cu toate acestea, nu a uitat să îi interzică fetei sale să-l viziteze pe arhiduce. Ea va încerca de fiecare dată să câștige orice dezbatere, chiar și atunci când, de fapt, nu este nicio miză.
- Prințesa Rosalind - Ea îndrăgește toate animalele și are și o vulpe, Tobias, drept animal de companie. Se simte mult mai confortabil atunci când merge la vânătoare, în pădure, decât atunci când trebuie să particile la bal. Prințesa în vârstă de 17 ani nu este foarte diferită de fratele ei mai mic, prințul Peter.
- Prințul Peter - I-ar plăcea mai mult să picteze în grădină sau să studieze în bibliotecă decât să învețe să mânuiască sabia. Adesea, regele Rufus pune presiune pe Peter pentru a-l determina să facă „ceea ce este bine pentru el”. Tatăl său încearcă să-i dea lecții de viață pe ritmuri muzicale, dar asta creează și mai multe confuzii.
- Prințul Alex - Alex, un tânăr de zece ani, e de părere că totul i se cuvine doar pentru că este un prinț. Atunci când regele Rufus încearcă să îl disciplineze, el fuge la regina Eleanor pentru că știe că ea îl salvează mereu, asta doar pentru că regina încă nu știe de șiretlicurile lui.

## Episoade
| Premiera originală | Premiera în România | N/o | Titlu român                 | Titlu englez         |
| ------------------ | ------------------- | --- | --------------------------- | -------------------- |
|                    |                     |     |                             |                      |
| EPISOD PILOT       |                     |     |                             |                      |
|                    |                     |     |                             |                      |
| 16.05.2014         |                     | P1  |                             | Long Live the Royals |
|                    |                     |     |                             |                      |
| PRIMUL SEZON       |                     |     |                             |                      |
|                    |                     |     |                             |                      |
| 30.11.2015         | 26.11.2016          | 01  | fără titlu tradus în română | Yule Scare           |
|                    |                     |     |                             |                      |
| 01.12.2015         | 26.11.2016          | 02  | fără titlu tradus în română | Punk Show            |
|                    |                     |     |                             |                      |
| 02.12.2015         | 26.11.2016          | 03  | fără titlu tradus în română | Snore Much           |
|                    |                     |     |                             |                      |
| 03.12.2015         | 26.11.2016          | 04  | fără titlu tradus în română | The Feast            |
|                    |                     |     |                             |                      |

## Legături externe
- Familia Regală la Internet Movie Database